# Johann Friedrich Faust von Aschaffenburg
Johann Friedrich Faust von Aschaffenburg (* 5. August 1569 in Frankfurt am Main; † 15. Juli 1621 in Niederkleen) war ein deutscher Bürgermeister und Chronist.

## Leben
Johann Friedrich Faust von Aschaffenburg entstammte der Familie Faust (von Aschaffenburg), die auf Johannes Fust zurückging und 1561 mit der Aufnahme durch Einheirat in die Gesellschaft Alten Limpurg in das Frankfurter Patriziat aufgestiegen war.
Er war ein Sohn des Juristen Johann Faust (1525–1596) und dessen erster Frau, der Patriziertochter Anna, geb. Bromm. Ab 1584 studierte er Rechtswissenschaften an der Universität Marburg, wo er zum Dr. jur. promoviert wurde. Nach seiner Rückkehr nach Frankfurt heiratete er 1592 Margaretha Jeckel. Zu diesem Zeitpunkt war er bereits einer der reichsten Männer Frankfurts. 1601 wurde er Ratsherr und 1607 jüngerer Bürgermeister.
In den bürgerlichen Unruhen ab 1612 (Fettmilch-Aufstand) verteidigte er vehement und stolz die Privilegien des Patriziats. Als 1613 bekannt wurde, dass er die Bestätigung eines erreichten Kompromisses, des Bürgervertrags, durch den Kaiser zu hintertreiben versuchte, musste er zurücktreten und Frankfurt verlassen. Von Mai 1613 an lebte er in einer Art Verbannung. Anfangs hielt er sich in Darmstadt bei seinem Schwager, dem Kanzler Pistorius auf, dem er auch den Schutz des Landgrafen von Hessen verdankte. Als Pistorius’ Frau, seine Schwester Juliane, 1617 starb, verließ er Darmstadt. Er nahm nun seinen Wohnsitz in Niederkleen zwischen Butzbach und Wetzlar, in der Nähe seiner in Wetzlar wohnenden anderen Schwester, Justine Strupp. 1619 kaufte er in Niederkleen ein Haus und starb daselbst 1621.
Johann Friedrich Faust verfasste eine Reihe von lateinischen Gelegenheitsgedichten, darunter 1587 ein Hochzeitsgedicht (Epithalamium) in Form einer Vase, das Johann Spies druckte.
In seiner Verbannung beschäftigte er sich vor allem mit der Herausgabe von Chroniken. 1617 gab er die Fasti Limburgenses (Limburgische Chronik) des Tilemann Elhen von Wolfhagen nach einer jetzt verlorenen Handschrift heraus, dann Hans Regkmanns Lübeckische Chronik und Weigand Gerstenbergers, genannt Büddenbinder, Franckenbergische Chronik. Über einen Zeitraum von 25 Jahren stellte er seine Collectaneen zusammen, eine Art Zettelkasten zur Geschichte Frankfurts. Für sich selbst verfasste er zwei lateinische Grabschriften und eine deutsche.

## Werke
- Fasti Limpurgenses. Das ist: Ein wolbeschrieben Fragment einer Chronick Von der Stadt und den Herren zu Limpurg auff der Lohne : Darin[n] deroselben und umbligender Herrschafften und Städt Erbawung/ Geschichten/ Verenderungen der Sitten/ ... Absterben vornehmer hoher Geschlecht ... [Heidelberg]: Vögelin 1617

Digitalisat, SLUB Dresden
- Franckenbergisch Chronick und Zeit-Buch: Ausgeführet biß ufs Jahr Christi/ Ein tausend fünff hundert und fünff und Zwantzig. [Heidelberg]: Vögelin 1619

Digitalisat SLUB Dresden
- Lubeckische Chronick/ Das ist/ Alle vornembste Geschicht und Hendel/ so sich in der Kayserlichen ReichsStadt Lubeck/ von zeit ihrer ersten erbawung zugetragen : Wer jederzeit dero Bürgermeister/ und Bischoffe gewesen [et]c.  [Heidelberg] : Vögelin, 1619 [erschienen] 1620

Digitalisat, UB Kiel
Digitalisat, Stadtbibliothek Lübeck